# (5513) Yukio
(5513) Yukio ist ein Asteroid des Hauptgürtels, der am 27. November 1988 von den japanischen Astronomen Watari Kakei, Minoru Kizawa und Takeshi Urata an der Oohira Station des Nihondaira-Observatoriums (IAU-Code 385) in der Präfektur Shizuoka entdeckt wurde.
Der Asteroid wurde nach dem japanischen Amateurastronomen und Konstrukteur von Teleskopen Yukio Hasegawa (* 1950) benannt, mit dessen selbstgebauten Teleskopen mehrere Asteroiden sowie der periodische Komet 112P/Urata-Niijima entdeckt wurden.